# علم الإنسان الثقافي
علم الإنسان الثقافي أو الأناسة الثقافية (بالإنجليزية: Cultural anthropology)، هو فرع من فروع علم الإنسان العام، ويهتم بدراسة الثقافة من جوانبها المختلفة حيث يركز على دراسة بناء الثقافات البشرية وأدائها لوظائفها في كل زمان ومكان. يهتم دارس الاناسة الثقافية بجميع الثقافات لأنه يسهم في الكشف عن استجابات الناس نحو مشكلات الحياة والعمل ومن أهم عناصر الثقافة اللغة، ويرجع الفضل إلى العالم إدوارد تايلور في نشأة هذا الفرع وتطوره وتنظيم موضوعاته في إطار واحد ينتظم حول الثقافة، ولعل التعريف الذي قدمه تايلور لا يزال سائداً حتى يومنا هذا على الرغم من ظهوره عام 1878 ويذهب تعريف الثقافة إلى أنها: ذلك الكل المركب الذي يضم المعرفة والعادات والمعتقدات والأخلاق والفن والقانون، وأية قدرات أخرى يكتسبها الإنسان باعتباره عضواً في المجتمع وفي ضوء هذا التنوع والكثرة التي تشتمل عليها الثقافة فإن الأناسة الثقافية تضم الفروع التالية: علم الأعراق، علم الآثار واللغويات.
جاء السير إدوارد تايلور بأوائل العبارات التي تحمل المعنى الأنثروبولوجي لمصطلح ‹‹الثقافة›› عندما كتب في الصفحة الأولى من كتابه الصادر عام 1871: ‹‹الثقافة، أو الحضارة، المأخوذة بمعناها الواسع والإثنوغرافي، هي تلك الكلية المعقدة التي تشمل المعرفة والمعتقدات والفن والأخلاق والقانون والعرف وأي قدرات وعادات أخرى يكتسبها الإنسان كعضو في المجتمع››. في وقت لاحق أفسح مصطلح ‹‹الحضارة›› المجال للتعاريف التي قدمها في. غوردون تشايلد، مع الثقافة التي تشكّل مصطلحًا شاملًا والحضارة التي أصبحت نوعًا معينًا من الثقافة.
يعكس مفهوم ‹‹الثقافة›› الأنثروبولوجي جزئيًا ردّ فعل على الخطابات الغربية السابقة المبنية على أساس متعارض بين ‹‹الثقافة›› و‹‹الطبيعة››، والتي بموجبها عاش بعض البشر في ‹‹حالة طبيعية››. جادل علماء الأنثروبولوجيا بأن الثقافة هي ‹‹طبيعة إنسانية››، وأن جميع الناس لديهم القدرة على تصنيف الخبرات، وترميز التصنيفات ترميزًا رمزيًا (أي في اللغة)، وتعليم مثل هذه التجريدات للآخرين.
بما أن البشر يكتسبون الثقافة من خلال عمليات التعلّم من خلال التعرّف على ثقافة المجموعة والتنشئة الاجتماعية، فإن الأشخاص الذين يعيشون في أماكن مختلفة أو ظروف مختلفة يطوّرون ثقافات مختلفة. أشار علماء الأنثروبولوجيا أيضًا إلى أنه من خلال الثقافة يمكن للناس التكيّف مع بيئتهم بطرق غير وراثية. ولذلك، فإن الأشخاص الذين يعيشون في بيئاتٍ مختلفة غالبًا ما ينمّون ثقافاتٍ مختلفة. انبثق جزء كبير من النظرية الأنثروبولوجية من تقدير التوتّر بين الثقافات المحلية (الثقافات الخاصة) والعالمية (الطبيعة الإنسانية العالمية، أو شبكة الروابط بين الناس في أماكن/ ظروف مختلفة) والاهتمام بها.
صعدت الأنثروبولوجيا الثقافية في سياق أواخر القرن التاسع عشر، عندما كانت المسائل المتعلّقة بالثقافات التي كانت ‹‹بدائية›› و‹‹مُتحضّرة›› تشغل عقول ليس فقط ماركس وفرويد، بل العديد من الثقافات الأخرى أيضًا. وضع الاستعمار وعملياته المفكرين الأوروبيين على اتصال مباشر أو غير مباشر بـ‹‹الآخرين البدائيين››. كان الوضع النسبي للعديد من البشر، الذين يمتلك بعضهم تقنياتٍ متقدمة حديثة تضمّنت المحركات والبُرق، في حين أن بعضهم الآخر كان يفتقر إلى كل شيء باستثناء أساليب التواصل وجهًا لوجه، وما زالوا يعيشون نمط حياة العصر الحجري، موضع اهتمام الجيل الأول من علماء الأنثروبولوجيا الثقافية.
بالتوازي مع صعود الأنثروبولوجيا الثقافية في الولايات المتحدة، طُوِّرت الأنثروبولوجيا الاجتماعية، والتي تكون فيها الاجتماعية هي المفهوم المحوري والتي تركز على دراسة الأوضاع والأدوار الاجتماعية والمجموعات والمؤسسات والعلاقات فيما بينها—كمجالٍ أكاديمي في بريطانيا وفرنسا. يرتكز المصطلح الشامل ‹‹الأنثروبولوجيا الاجتماعية والثقافية›› على كل من التقاليد الأنثروبولوجية الثقافية والاجتماعية.

## الأسس النظرية

### نقد التطورية
تهتم الأنثروبولوجيا بحياة الناس في أنحاء مختلفة من العالم، لا سيما فيما يتصل بخطاب المعتقدات والممارسات. عند تناول هذا المسألة، انقسم علماء الأعراق في القرن التاسع عشر إلى مدرستين فكريتين. جادل البعض، كجرافتون إليوت سميث، بأن لا بدّ للمجموعات المختلفة أن تكون قد تعلّمت من بعضها بطريقة ما أو بأخرى، حتى وإن حدث ذلك بطريقة غير مباشرة. بمعنى آخر، جادلوا بأن السمات الثقافية تنتشر من مكان إلى آخر، أو ‹‹انتشرت ثقافيًا››.
جادل علماء أعراقٍ آخرون بأن المجموعات المختلفة بمفردها تتمتّع بالقدرة على خلق معتقدات وممارسات مماثلة. بالإضافة إلى ذلك، افترض بعض الذين دافعوا عن ‹‹الاختراع المستقل››، مثل لويس هنري مورغان، أن أوجه التشابه تعني أن مجموعات مختلفة قد مرّت بذات مراحل التطور الثقافي. لقد اعترف مورغان، بالتحديد، بأن أشكالًا معيّنة من المجتمع والثقافة لا يمكن أن تنشأ قبل أخرى. على سبيل المثال، لا يمكن ابتكار الزراعة الصناعية قبل الزراعة البسيطة، ولا يمكن أن يتطور التعدين دون عمليات الصهر التي تنطوي على المعادن (كاستخراج المعادن). يعتقد مورغان، كما اعتقد التطوريون الاجتماعيون في القرن التاسع عشر، أنه كان هنالك تقدمٌ منظّم إلى حدٍ ما من البدائية إلى الحضارية.
يرفض علماء الأنثروبولوجيا في القرن العشرين إلى حدٍ كبير فكرة حتمية مرور جميع المجتمعات البشرية بنفس المراحل وذات الترتيب، اعتمادًا على أن مثل هذه الفكرة لا تتناسب مع الحقائق التجريبية. جادل بعض علماء أعراق القرن العشرين، كجوليان ستيوارد، بأن مثل هذه التشابهات تعكس تكيّفات مماثلة لبيئات شبيهة. على الرغم من أن علماء أعراق القرن التاسع عشر رأوا أن ‹‹الانتشار الثقافي›› و‹‹الاختراع المستقل›› هما نظريتان متنافستان تستبعد إحداهما الأخرى، فقد توصّل معظم علماء الإثنوغرافيا بسرعة إلى توافق في الآراء على أن كلتا العمليتين تحدثان، وأن كلاهما يمكن أن يفسرا تفسيرًا معقولًا التشابه بين الثقافات. لكن هؤلاء الإثنوغرافيين أشاروا أيضًا إلى سطحية العديد من أوجه التشابه هذه. ولاحظوا أنه حتى الصفات التي انتشرت من خلال الانتشار الثقافي غالبًا ما أُعطِيت معانٍ ووظائف مختلفة من مجتمع إلى آخر. تُظهر تحليلات التجمعات البشرية الضخمة في المدن الكبرى، في الدراسات متعددة التخصّصات التي أجراها رونالد داوس، كيف يمكن تطبيق أساليب جديدة على فهم الإنسان الذي يعيش في عالم العولمة وكيف نتجت عن عمل دول خارج أوروبا، وبالتالي تسليط الضوء على دور فلسفة الأخلاق في الأنثروبولوجيا الحديثة.
وفقًا لذلك، أبدى معظم علماء الأنثروبولوجيا اهتمامًا أقل بمقارنة الثقافات، والتعميم حول الطبيعة البشرية، أو اكتشاف قوانين عالمية للتنمية الثقافية، أكثر من فهمهم لثقافات معيّنة بمصطلحات تلك الثقافات. روّج هؤلاء الإثنوغرافيون وطلابهم لفكرة ‹‹النسبية الثقافية››، وهي وجهة نظر مفادها أن المرء لا يستطيع فهم معتقدات وتصرفات شخص آخر إلا من خلال سياق الثقافة التي عاش\ يعيش فيها المرء.
جادل آخرون، مثل كلود ليفي ستراوس (الذي تأثّر بكل من الأنثروبولوجيا الثقافية الأمريكية وعلم اجتماع دوركهايم الفرنسي)، بأن أنماط التنمية التي تبدو متشابهة تعكس أوجه التشابه الأساسية في بنية الفكر الإنساني (انظر البنيوية). بحلول منتصف القرن العشرين، كان عدد أمثلة تخطي الشعوب للمراحل، كالانتقال من الصيد وجمع الثمار إلى مهن ما بعد الصناعة في جيل واحد، عديدة لدرجة أن تطورية القرن التاسع عشر كانت قد دُحِضت فعليًا.

## المفكرون التأسيسيون

### لويس هنري مورغان
أصبح لويس هنري مورجان (1818-1881)، وهو محامٍ من مدينة روتشستر الواقعة في ولاية نيويورك، باحثًا في الأعراق البشرية لدى الإيروكواس ومناصرًا لهم. أثبتت تحليلاته المقارِنة للدين والحكومة والثقافة المادية، وخاصة أنماط القرابة، أنها مساهمات مؤثّرة في مجال الأنثروبولوجيا. وكالعلماء الآخرين في عصره (مثل إدوارد تايلور)، جادل مورغان بأن المجتمعات البشرية يمكن تصنيفها إلى فئات من التطور الثقافي على نطاق من التقدم، وتراوحت تلك الفئات من الوحشية، إلى الهمجية، إلى الحضارة. على العموم، استخدم مورغان التكنولوجيا (مثل صناعة القوس أو الفخار) كمؤشر على هذا النطاق.